# Tarzy
Tarzy település Franciaországban, Ardennes megyében. Lakosainak száma 123 fő (2022. január 1.). Tarzy Antheny, Auge, Fligny, Neuville-lez-Beaulieu és Signy-le-Petit községekkel határos.

## Népesség
A település népessége az elmúlt években az alábbi módon változott:
| Lakosok száma | 181  | 138  | 127  | 144  | 152  | 161  | 154  | 130  | 129  | 123  |
|               | 1968 | 1982 | 1990 | 2006 | 2013 | 2015 | 2017 | 2019 | 2020 | 2022 |